# Еврика (округ, Невада)
Шаблон:StateAbbr_ 39°59′ пн. ш. 116°16′ зх. д. / 39.98° пн. ш. 116.27° зх. д.
Округ  Евріка (англ. Eureka County) — округ (графство) у штаті  Невада, США. Ідентифікатор округу 32011.

## Історія
Округ утворений 1873 року.

## Демографія
За даними перепису 
2000 року 
загальне населення округу становило 1651 осіб, усе сільське.
Серед мешканців округу чоловіків було 852, а жінок — 799. В окрузі було 666 домогосподарств, 440 родин, які мешкали в 1025 будинках.
Середній розмір родини становив 3,08.
Віковий розподіл населення поданий у таблиці:
| Стать    | До 15 років | 15-21 | 22-29 | 30-39 | 40-49 | 50-65 | 65-85 | Понад 85 |
| -------- | ----------- | ----- | ----- | ----- | ----- | ----- | ----- | -------- |
| Чоловіки | 181         | 69    | 47    | 144   | 135   | 175   | 97    | 4        |
| Жінки    | 195         | 69    | 50    | 123   | 121   | 137   | 98    | 6        |

## Суміжні округи
- Елко — північний схід
- Вайт-Пайн — схід
- Най — південь
- Лендер — захід

## Виноски
1. ↑  U.S. Decennial Census. United States Census Bureau. Архів оригіналу за 26 квітня 2015. Процитовано 20 грудня 2014.
2. ↑  Historical Census Browser. University of Virginia Library. Архів оригіналу за 11 серпня 2012. Процитовано 20 грудня 2014.
3. ↑  Population of Counties by Decennial Census: 1900 to 1990. United States Census Bureau. Архів оригіналу за 3 квітня 2015. Процитовано 20 грудня 2014.
4. ↑  Census 2000 PHC-T-4. Ranking Tables for Counties: 1990 and 2000 (PDF). United States Census Bureau. Архів оригіналу (PDF) за 18 грудня 2014. Процитовано 20 грудня 2014.
5. ↑  State & County QuickFacts. United States Census Bureau. Архів оригіналу за 6 червня 2011. Процитовано 23 вересня 2013.(англ.) Наведено за англійською вікіпедією.
6. ↑  American FactFinder. Бюро перепису населення США. Архів оригіналу за 21 травня 2008. Процитовано 31 січня 2008.

| США | Це незавершена стаття з географії США. Ви можете допомогти проєкту, виправивши або дописавши її. |